# Guns of the Magnificent Seven
Guns of the Magnificent Seven (A Revolta dos Sete Homens no Brasil, e Colts para os Sete Magníficos em Portugal) é um filme estadunidense, de 1969, do gênero faroeste, dirigido por Paul Wendkos, roteirizado por Herman Hoffman. O filme a segunda sequencia de The Magnificent Seven, baseado em Os Sete Samurais (1954) de Akira Kurosawa. O filme foi dirigido por Paul Wendkos e produzido por Vincent M. Fennelly. É estrelado por George Kennedy como Chris Adams, o personagem Yul Brynner retratado nos dois primeiros filmes.

## Sinopse
Um Pistoleiro profissional, contrata outros seis pistoleiros, para resgatar um líder revolucionário mexicano, de uma bem guardada fortaleza, o que pode por fim a uma revolta popular.

## Elenco
- George Kennedy ....... Chris
- James Whitmore ....... Levi
- Monte Markham ....... Keno
- Reni Santoni ....... Max
- Bernie Casey ....... Cassie
- Scott Thomas ....... P.J.
- Joe Don Baker ....... Slater
- Tony Davis ....... Emil
- Michael Ansara ....... Coronel Diego
- Frank Silvera ....... Lobero
- Wende Wagner ....... Tina
- Sancho Gracia ....... Miguel
- Luis Rivera ....... Tenente Prensa
- George Rigaud ....... Gabriel (como Jorge Rigaud)
- Fernando Rey ....... Quintero

## Outros filmes
- 1960 - The Magnificent Seven (br.: Sete homens e um destino)
- 1966 - Return of the Seven (br: A Volta dos Sete Magníficos)
- 1972 - The Magnificent Seven Ride! (br.: A fúria dos sete homens)